# Gran Nicoya

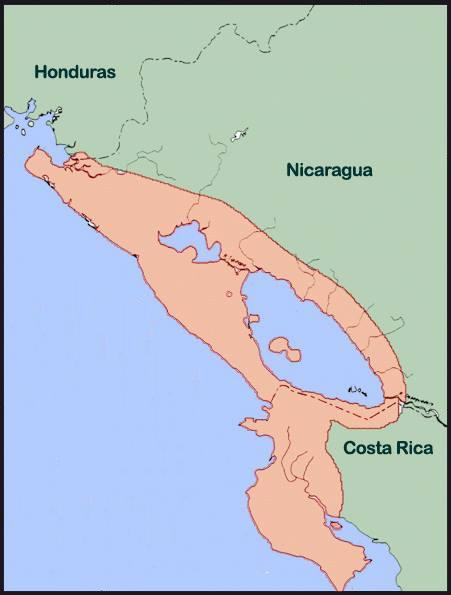
Mapa de la región arqueológica de la Gran Nicoya.

La Gran Nicoya es una región arqueológica que se extiende sobre el noroeste de Costa Rica y el Pacífico de Nicaragua. El sector costarricense se conoce como Subregión Sur o Guanacaste y abarca la Península de Nicoya, la cuenca del río Tempisque, el piedemonte y las tierras altas de las cordilleras de 
Guanacaste y Tilarán.
La presencia humana en la región de Guanacaste data de 10 000 a 7 000 años antes de nuestra era. Se han encontrado puntas de lanza estilo clovis en la ribera del Lago Arenal y puntas de lanza estilo folson en la costa pacífica de la provincia. Como en el resto del país, este fue un periodo en que los primeros habitantes vivieron de la caza y la recolección. Los arqueólogos, a su vez, han reportado la existencia de zonas de talleres líticos, fogones y deshechos de instrumentos de piedra.
Hacia 2000-500 antes de nuestra era, durante el Periodo Orosí, ya se construían viviendas pequeñas de forma circular y fogones. En el área de Tronadora Vieja, en el lago Arenal, hay evidencia de restos de maíz (semillas carbonizadas), así como de manos y metates usados para preparar el grano. Durante este periodo, hay un predominio del uso de tecomates (vasijas de cuello y boca muy cerrada), ollas-tecomates y vasijas cilíndricas, decorados con bordes de conchas, uña, carrizo y pintura roja.
Del Periodo Tempisque (500 antes de nuestra era, 300 de nuestra era), se han recuperado depósitos de cerámica en áreas planas, hornos para cocer objetos de arcilla, y fogonos y hornillas del mismo material para procesamiento de alimentos. El patrón funerario se distingue por el uso de cerros y partes altas para colocar los entierros. Las tumbas consisten en pozos tronco-cónicos en forma de campana, con círculos de piedra en la entrada de la fosa, o bien, por paquetes de huesos envueltos en cortezas y fibras, y con ofrendas de madera y jade, y metates trípodes con decoración en bajo relieve, cerámica bicroma, bastones de piedra decorados con remates de animales y bases de espejos de pirita o marcasita, en especial en la zona de las islas del Golfo de Nicoya.
La alfarería se caracterizó por uso de dos colores alternados (rojo y natural de arcilla), en vasijas con representación humana o animal. Durante este periodo ya hay evidencia del uso de la agricultura como principal medio de subsistencia. La principal forma de organización social es tribal.
Hacia 300-800 de nuestra era, durante el Periodo Bagaces, ya hay una organización de cacicazgos complejos. Los rituales funerarios se celebran con distintos tipos de enterramientos, con presencia de uso de grandes bloques de piedra que necesitaron un gran esfuerzo colectivo para ser movidos. Los individuos se entierran de forma flexionada, cubiertos luego con piedras hasta formar promontorios. También hubo uso de urnas funerarias, donde los huesos eran cremados. Se otorgaban ofrendas de obsidiana, arcilla, jade, piedra y ornamentos de oro, incluyéndose objetos de jade mayas, seguramente obtenidos de intercambio con las sociedades de Honduras y Guatemala. Se da también el periodo de decoración policroma, y los motivos se manifiestan con influencias iconográficas de las culturas de Mesoamérica.